# Scontro mortale
(dal paragrafo 350)
Scontro mortale (titolo originale The Masters of Darkness) è un librogame dello scrittore inglese Joe Dever, pubblicato nel 1988 a Londra dalla Arrow Books e tradotto in numerose lingue del mondo. È il dodicesimo dei volumi pubblicati della saga Lupo Solitario nonché l'ultimo della serie Ramastan. La prima edizione italiana, del 1990, fu a cura della Edizioni EL.

## Trama
Dopo aver completato la ricerca delle Pietre della Sapienza, Lupo Solitario torna nel Magnamund, dove scopre che sono passati ben otto anni da quando cadde nell'imboscata di Gnaag e precipitò nel Cancello dell'Ombra di Torgar.
Nel frattempo, i Signori delle Tenebre hanno conquistato la quasi totalità delle Terre Libere, anche grazie ad un particolare congegno, il Tanoz-Tukor, che consente loro di potersi muovere, senza morire, al di fuori del Regno delle Tenebre.
La missione di Lupo Solitario sfiora l'impossibile: penetrare a Helgedad, capitale del Regno delle Tenebre, distruggere il trafusore ovvero la macchina che da' energia al Tanoz-Tukor e uccidere l'Arcisignore delle Tenebre Gnaag e rovesciare così le sorti della guerra in corso. Affrontando avversari terribili e destreggiandosi nell'infernale e letale cittadella, il Ramas riuscirà nell'estrema impresa, uccidendo nello scontro finale l'Arcisignore Gnaag, radendo al suolo un intero settore della Città Nera (assieme al trafusore) e liberando per sempre il Magnamund dalla minaccia dei Signori delle Tenebre facendo finire la Guerra Totale del Nord Magnamund.

## Sistema di gioco
Lupo Solitario può contare su doti tattiche (Combattività) e fisiche (Resistenza). Inoltre, dopo aver completato le prime sette avventure da Maestro Ramas, può ora sfruttare la conoscenza di 9 tra le 10 nuove Arti Ramastan che forniscono un importante aiuto a seconda delle situazioni: Guerra, Controllo Animale, Medicina, Sparizione, Fiuto, Interpretazione, Raggio psichico, Scudo psichico, Difesa, Divinazione. Gli oggetti raccolti sono contenuti in uno zaino, ad eccezione degli oggetti "speciali". Il denaro, in Corone d'oro, è contenuto in una borsa.
I combattimenti si svolgono confrontando in primis i punteggi di Combattività di Lupo Solitario e dell'avversario, che generano un rapporto di forza positivo, negativo o neutro. Il lettore estrae un numero dalla "Tabella del Destino" (che equivale a un d10) e nella tabella Risultati di combattimento incrocia quella riga alla colonna del corrispondente rapporto di forza di quel combattimento, togliendo punti di Resistenza a se stesso e/o all'avversario.

## Oggetti

### Armi
Esistono 9 armi canoniche nei librigame di Lupo Solitario: Pugnale, Lancia, Mazza, Daga, Martello da Guerra, Spada, Ascia, Asta e Spadone. Le armi si troveranno nel mondo o si ruberanno ai cadaveri dei nemici. Il numero massimo di Armi che si può portare è due.
Si potrà anche usare un Arco con una faretra da sei frecce.

### Oggetti nello Zaino
Lo Zaino può contenere al massimo otto oggetti compresi i Pasti. Alcuni oggetti hanno un'utilità certa (pasti, pozioni magiche). Altri saranno utili in certe situazioni (chiavi).

### Oggetti Speciali
Non vanno nello Zaino e alcuni hanno un'utilità specifica, altri sono falsi indizi che portano fuori strada.

### Denaro
Il denaro è espresso in Kika, la moneta principale in queste zone del Magnamund.

## Edizioni
- Joe Dever, Scontro mortale, traduzione di Alessandra Dugan, collana Librogame, Edizioni EL, 1990,  cap. 350, ISBN 88-7068-225-0.